# روب تشياريلي
روب تشياريلي (بالإنجليزية: Rob Chiarelli)‏ هو منتج أسطوانات وملحن وطبال وكاتب وموسيقي أمريكي، ولد في 13 يناير 1963 في نيوتن في الولايات المتحدة.

## وصلات خارجية
- الموقع الرسمي
- روب تشياريلي على موقع IMDb (الإنجليزية)
- روب تشياريلي على موقع ميوزك برينز (الإنجليزية)